# Gory Glybovye
Die Gory Glybovye (englische Transkription von russisch Горы Глыбовые Gory Glybowje, deutsch ‚Blockberge‘) sind eine Gruppe von Nunatakkern im ostantarktischen Mac-Robertson-Land. In den Prince Charles Mountains ragen sie westlich des Edwards Pillar auf. 
Russische Wissenschaftler benannten sie deskriptiv.